# Jeff Irwin
 (août 2017).
Pour les articles homonymes, voir Irwin.
Jeff Irwin, né le 3 avril 1973 à Sacramento, est un musicien américain et pilote de Speed Racing. 
Il est le guitariste du groupe de rock d'origine Californienne Will Haven, mais aussi de The Abominable Iron Sloth (en), Death Valley High (it) et Ghostride.